# William Linley

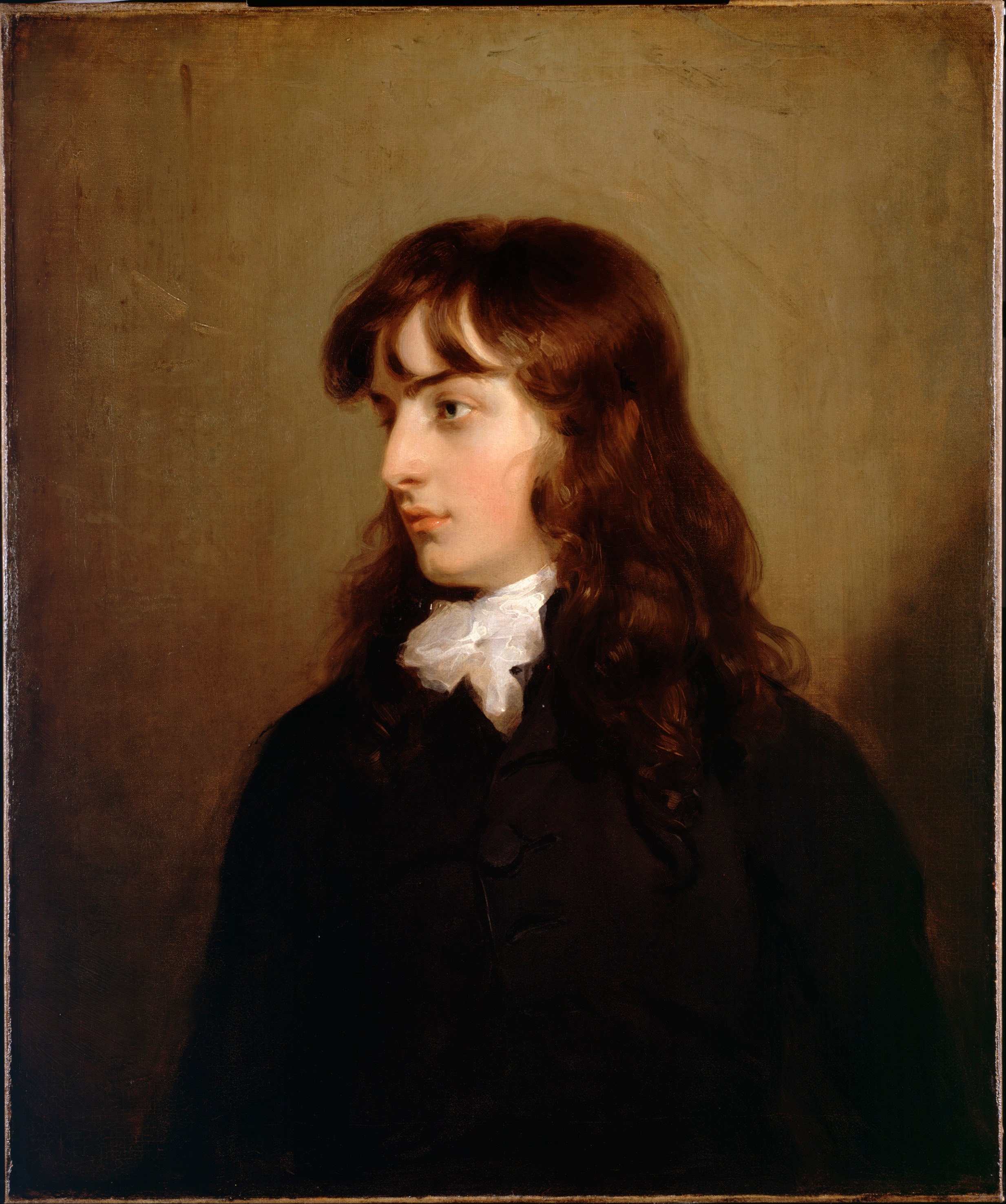
William Linley, hecho por Thomas Lawrence (Dulwich Galería de Cuadro), Tenía como 18 años.

William Linley (Bath, 27 de enero de 1771 - 6 de mayo de 1835) fue un cantante y compositor inglés, era a la vez uno de los siete hermanos musicales nacidos de Thomas Linley y Mary Johnson, él era el más joven. William era conocido por su voz en su momento. 

## Primeros años
Nacido en Bath, fue el hijo menor de Thomas Linley y Mary Johnson (1729–1820). Fue educado en Harrow y luego en la St Paul's School, y su padre y Carl Friedrich Abel le dieron clases particulares de música.
Entró en la Compañía Británica de las Indias Orientales y estuvo en la India en 1790-5 y 1800-5, ocupando un puesto de escritor en su Colegio de Madrás. Se retiró de la compañía en 1810 y se dedicó a cantar, componer glees y canciones y escribir literatura. Legó su colección de retratos familiares a la Dulwich Picture Gallery.